# 몬트리올 광역급행철도
몬트리올 광역급행철도(프랑스어: Réseau express métropolitain, REM)는 캐나다 퀘벡주 광역 몬트리올 지역을 잇는 도시철도 노선이다. REM은 몬트리올 시내의 상트랄역과 강 남쪽의 브로사르에 위치한 브로사르역을 잇고 있으며, 추후 섬 서쪽의 생탄드벨뷔, 강 북쪽 지역의 두몽타뉴와 몬트리올 피에르 엘리오트 트뤼도 국제공항을 잇게 될 노선이다.
퀘벡 연금보험 및 신탁투자공사 (Caisse de dépôt et placement du Québec, CDPQ)의 자회사인 CDPQ 인프라가 맡고 있는 이 대중교통 사업은 전구간 무인운전 경전철로 운행한다. 배차 간격은 몬트리올 지하철과 비슷하게 2분 30초에서 15분 간격으로 운행하게 된다. REM은 노선 길이가 총 67km에 달해 두바이 메트로, 밴쿠버 스카이트레인, 싱가포르 도시철도와 더불어 전세계에서 자동 운전으로만 운행하는 가장 긴 도시철도 체계 중 하나로 손꼽힐 전망이다.

## 역사

### 유래
몬트리올의 광역급행철도는 20세기 초반부터 추진된 다양한 철도 사업에서 유래하였다.

#### 전기철도

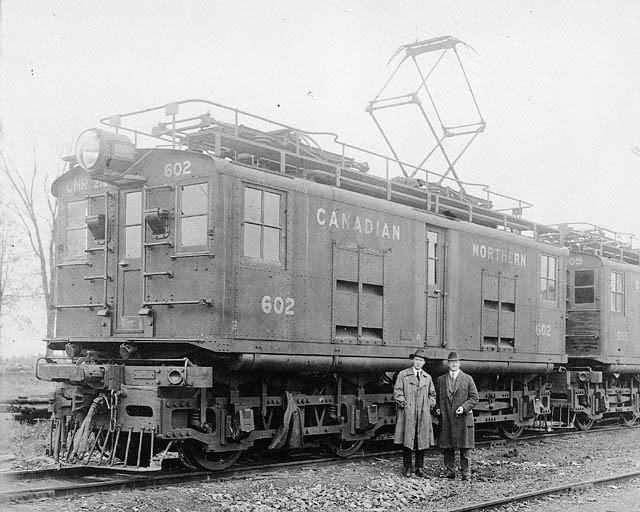
1914년 두몽타뉴선을 운행하던 전기 기관차.

1918년, 캐나다 북부 철도 (Canadian Northern Railway)는 몬트리올 북쪽에서 시내로 바로 이어지는 노선을 짓기 위해 몽루아얄 밑으로 터널을 건설하였다. 두몽타뉴선은 이 터널과 동시에 개통하였고 이에 따라 몽루아얄이라는 위성 도시가 선로를 따라 개발되었다. 이 터널은 환기 시설이 제대로 갖춰져있지 않았기 때문에 증기 기관차가 다니는 것은 불가능하였고, 이에 따라 부아프랑역까지 개통 당시 전철화되었고 1940년대에 두몽타뉴역까지 연장되면서 전 노선이 전철화되었다.
1960년대 북미의 다른 도시와 마찬가지로 자동차 위주 정책으로 방향을 선회하면서 몬트리올 지역의 통근열차 노선이 하나둘씩 사라지기 시작하였다. 1990년대 초반에 들어서서는 두몽타뉴선과 보드뢰이유-허드슨선만 남았다. 캐나다 내셔널 철도 (CN)가 운행했던 두몽타뉴선은 1982년에 운행 소관이 몬트리올 도시공동체 교통공사 (Société de transport de la communauté urbaine de Montréal, STCUM)로 이관되었다. 1993년과 1995년 사이에 노선 개량을 거쳤던 이 노선은 1997년에 퀘벡주에서 광역 교통을 담당하는 새로운 공기업인 광역교통기관 (Agence métropolitaine de transport, AMT)으로 다시 이관되었다. 2014년, AMT는 CN으로부터 두몽타뉴선 소유권을 매입하였고 이에 따라 AMT가 전구간 소유하는 유일한 노선이 되었다. AMT가 유일하게 노선 전 구간을 소유하고 있는 두몽타뉴선은 2018년에 몬트리올의 통근 열차 노선 중에서 가장 승객이 많았으며 두몽타뉴선 승객은 전체 승객의 36%를 차지하였다.

#### 지상철
몬트리올 지하철을 1960년대에 처음 설계할 때 오렌지 선과 녹색 선과 더불어 몽루아얄 터널을 따라 몬트리올에서 카르티에빌과 수토레콜레 등지의 근교 지역으로 이어지는 노선도 동시에 구상하였다. 당시 이 노선은 CN이 소유했던 두몽타뉴선을 따라 운행하고 고무바퀴를 쓰는 몬트리올 지하철의 다른 노선과는 달리 철바퀴로 달려야 했다. 몬트리올이 1967년 세계 박람회 개최지로 공식 선정되면서 이 노선 대신 몬트리올 시내와 박람회장, 강 남쪽을 잇는 노란색 선을 짓는 방향으로 가닥을 잡았다.

##### 무인 운행

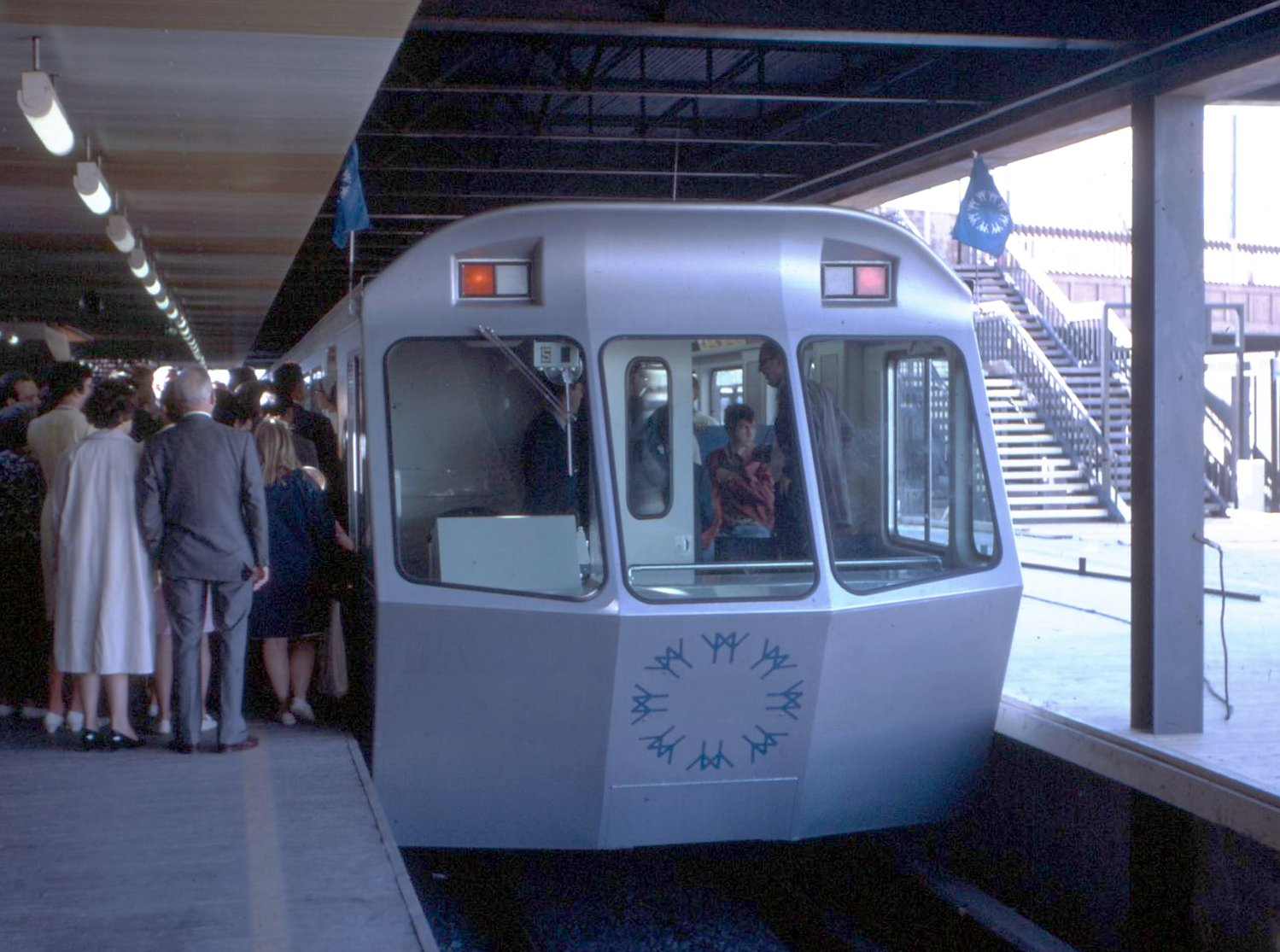
1967년에 운행하던 무인운전 열차인 엑스포 익스프레스.

1967년 세계박람회부터 몬트리올의 시테뒤아브르에서 노트르담섬을 잇는 지상철이 운행을 개시하였다. 이 노선은 북미에서 처음으로 무인으로 운행하던 철도 노선이였고 엑스포 엑스프레스 (Expo Express)는 1968년에 몬트리올시가 두몽타뉴선에 무인 운행 도입을 염두에 두고 인수하였다. 하지만 선로 소유주인 CN 측은 무인 운행 도입에 별다른 관심이 없었다. 이 무인 운행 기술을 다른 도시에 선보이는데 실패한 시 당국은 1972년 10월에 운행을 중단하고 이 노선을 철거하였다.
이와 동시에 온타리오주에서는 신교통 시스템이 새로운 무인 철도 교통 기술로 발전하였으며 버스보다 수용량이 많고 중전철보다는 적은 ICTS 차량이 개발되었다. 이 기술은 1985년에 들어서서 본격적으로 토론토 지하철의 3호선 스카버러나 밴쿠버 스카이트레인의 엑스포선 등지에 도입되었다.

##### 광역철도
1970년대, 몬트리올은 파리의 고속 교외 철도나 샌프란시스코의 BART와 같이 지하철과 통근열차를 결합한 광역철도를 구상하였다. 1974년 퀘벡주 교통부는 몬트리올 시내와 몬트리올 미라벨 국제공항을 잇는 공항철도인 몬트리올 미라벨 공항 광역급행철도 (Transport rapide régional aéroportuaire Montréal-Mirabel, TRRAMM)를 발표하였다. 1975년에 이 공항철도 사업은 광역급행철도 (Réseau express métropolitain)로 이름을 변경하였다. 하지만 건설 비용은 물론 주정부가 노선 건설에 따른 도시 스프롤 현상을 막기 위해 더 짧은 노선을 짓는 방향으로 선회하였다. 퀘벡주는 이에 따라 1979년부터 두몽타뉴선을 도시철도로 전환하는 방안을 새로 연구하였지만 6년 뒤에 계획을 철회하였다.

### 경전철
몬트리올에 처음 운행하였던 경전철은 오늘날의 기준으로 살펴보면 1909년부터 1956년까지 몬트리올과 그란비, 롱괴유 사이를 운행했던 몬트리올 및 남부 카운티 철도 (Montreal and Southern Counties Railway)로 2량 또는 3량의 차량이 빅토리아 다리 측면에 있던 선로를 따라 운행하였으며, 가운데에 있는 통근열차 선로와 같이 나란히 달렸다. 오늘날 다리 측면의 선로는 폐선되었고 차도로 쓰이고 있다.

#### 30년 동안의 계획
1980년대 초반에는 녹색 선 동부 종점과 푸앵토트랑블을 잇는 경전철 노선 (8호선)이 계획되었지만 예상 승객 수가 저조하여 이는 무산되었다. 이후 몬트리올 시내와 세인트로렌스강 남쪽 사이를 잇는 경전철 노선을 샹플랭교 방파제를 따라 구상하기도 하였다.
이에 따라 캐나다 내셔널 철도 (CN)는 1992년에 몬트리올 상트랄역과 브로사르에 있는 30번 고속도로 분기점까지 이어지는 모노레일 노선을 구상하였다. 독일의 가전제품 업체인 아에게는 2년 뒤에 열차자동운전장치가 탑재된 스프린트 (Sprint)라는 열차가 같은 노선을 따라 운행하는 구상안을 내놓았다. 1996년에 새로 설립된 광역교통기관 (AMT)은 2000년부터 2015년 사이에 2200만 달러를 투입하여 밴쿠버 스카이 트레인과 비슷한 경전철 체계를 도입하는 방안을 연구하였다. 그 외에도 몬트리올시의 프로제 몽레알과 같은 주요 정당도 경전철을 선호하였다.
2000년대부터 몬트리올섬 서부 주민들은 통근열차 운행이 개선되기를 바랐다. 이에 따라 AMT는 2011년에 캐나다 태평양 철도 (CP) 선로를 따라 나란히 복선철도를 건설해 루시앙 랄리에와 생탄드벨뷔역 사이 운행 횟수를 세 배로 늘리는 방안을 제시하였다. 한편 몬트리올공항기구는 2002년부터 도르발 공항과 시내를 잇는 공항철도를 짓기를 바랐고 2010년에 몬트리올 상트랄역에서 CN 선로를 따라 공항까지 잇는 노선을 제안하였다. 한편 선로 소유주와의 협상이 난항을 빚어 이 사업은 페어뷰 푸앵트클레르 쇼핑몰로 이어지는 경전철로 바뀌었다. 이와 동시에 공항기구는 섬 서쪽으로 이어지는 경전철을 강 남쪽으로 이어지는 경전철 노선과 하나로 묶어 규모의 이익을 실현하고자 하였다.

#### 새로운 샹플랭교

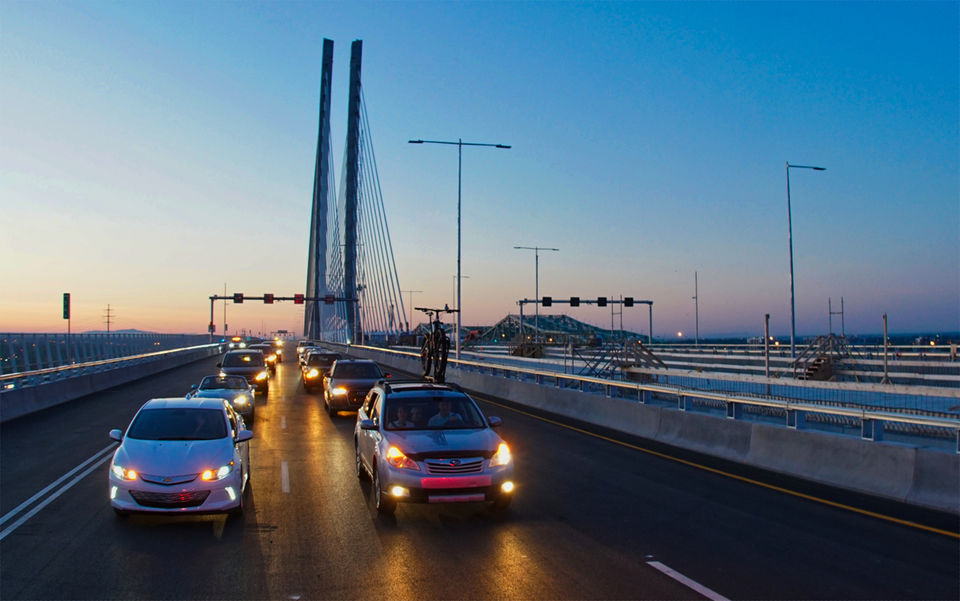
2019년 여름에 새로 지어진 사뮈엘 드 샹플랭교. 경전철은 다리 가운데를 따라 지나게 된다.

2011년에 샹플랭교 재건축을 앞두고 기존에 따로 구상하였던 경전철 노선이 하나로 모이기 시작하였다. 다리 소유주인 캐나다 연방정부는 퀘벡 주정부에 앞으로 지어질 샹플랭교에 어떤 대중교통 수단이 다니는 게 좋을 지 물어보았다. 2013년 4월 19일, 퀘벡주는 샹플랭교에 경전철을 놓는 것을 선호하였지만 이듬해에 정권이 바뀌면서 이 또한 불확실해졌다.
2015년 1월 13일, 퀘벡 주지사 필립 쿠이야르는 새로운 샹플랭교와 몬트리올 서부에 최적의 교통수단을 선정하고 건설하는 작업을 퀘벡 연금보험 및 투자신탁공사 (CDPQ)에 위임하였다. CDPQ는 케올리스와 봄바디어 트랜스포테이숀은 물론 밴쿠버의 스카이 트레인 캐나다선, 히드로 급행과 유로스타 투자에 따라 얻은 전문 지식으로 이 사업을 이끌게 되었다.

### 광역전기철도
| “ | 지하철이 개통한 지 50년 뒤, 광역전기철도는 몬트리올을 혁신 도시로 발돋움하는 데 큰 역할을 해낼 것입니다. | ” |
|   | — 드니 코데르, 몬트리올시장, 2016년 4월 22일 기자회견                                                    |   |

2016년 4월 22일, 드니 코데르 몬트리올시장은 CDPQ CEO 마이클 사비아는 광역전기철도 (Réseau électrique métropolitain, REM)라는 이름의 대규모 경전철 사업을 발표하였다. 기존의 여러 도시철도 사업을 하나로 묶은 광역전기철도는 총 길이가 67km이고 지선이 세 개로 나뉜다. 남쪽에는 REM이 브로사르에서 샹플랭교를 따라 몬트리올 상트랄역까지 이어지고, 북쪽으로는 상트랄역에서 몬트리올 트뤼도 공항, 섬 서부와 세인트로렌스강 북쪽으로 이어진다.
2017년 9월 27일, 퀘벡주의회에서 CDPQ의 경전철 사업 진행을 허용하는 법안이 가결되었다.

## 사업

### 입찰 과정
경전철 사업 진행은 CDPQ의 자회사인 CDPQ 인프라 (CDPQ-Infra)가 맡고 있다.
2016년 6월 28일, CDPQ 인프라는 경전철 사업을 두고 전세계에 두 개의 사전 입찰 공고를 냈다. 하나는 엔지니어링, 조달 및 인프라 구축 부문이고, 다른 하나는 전동차, 자동운전체계, 운전, 유지·보수 제공 부문이였다. 사전 입찰 과정을 거친 CDPQ 인프라는 2016년 11월 10일에 제안요청서를 제출할 수 있는 업체를 다음과 같이 선정하였다.
- 엔지니어링, 조달 및 인프라 구축 부문에는 SNC 라발랑, 드라가도스, 에이콘, 포멀로, EBC와 AECOM으로 이루어진 컨소시엄인 누벨레르 그룹 (Groupe NouvLR)과 키유이트, 유로비아, WSP 글로벌, 파슨스로 이루어진 키유이트-유로비아 컨소시엄이 선정되었다.
- 전동차, 자동운전체계, 운전, 유지·보수 제공 부문에는 봄바디어 트랜스포테이숀, 몬트리올 이동성 연합 (Alliance Montréal Mobilité, 파슨스, 현대로템, RATP 데브, 탈레스 캐나다로 구성)과 몬트리올 시민들의 이동성을 위한 협력단체 (Groupe des Partenaires pour la Mobilité des Montréalais, 줄여서 PMM, 알스톰과 SNC 라발랑으로 구성) 등 세 곳이 선정되었다. 한편 안살도 STS와 히타치 제작소, 중국중철주식회사의 신청서는 반려되었다.[42]

사전 입찰에 선정된 업체 및 컨소시엄은 2017년 10월 27일에 최종제안을 내놓았다. CDPQ는 계약 업체를 11월 10일에 발표할 예정이였으나 엔지니어링, 조달, 인프라 구축 부문에서 예산이 초과되면서 지연되었다. 경전철 사업 발주 업체는 2018년 2월 8일에 최종 선정되었다. 엔지니어링, 조달 및 인프라 구축 부문은 누벨레르 그룹 (SNC 라발랑, 드라가도스, 에이콘, 포멜로, EBC, 에이콤), 전동차, 자동운전체계, 운전, 유지·보수 제공 부문은 PMM 컨소시엄 (알스톰과 SNC 라발랑)으로 선정되었다. 총 계약금액은 엔지니어링, 조달 및 인프라 구축 부문이 50억 달러, 전동차, 운전, 유지·보수 부문이 28억 달러로 산정되었다.
광역급행철도의 첫 구간은 2022년 봄 내지는 여름에 개통할 예정으로, 알스톰은 2019년 4월에 이 노선에 투입되는 메트로폴리스 전동차를 처음 선보였다.

### 공사 비용

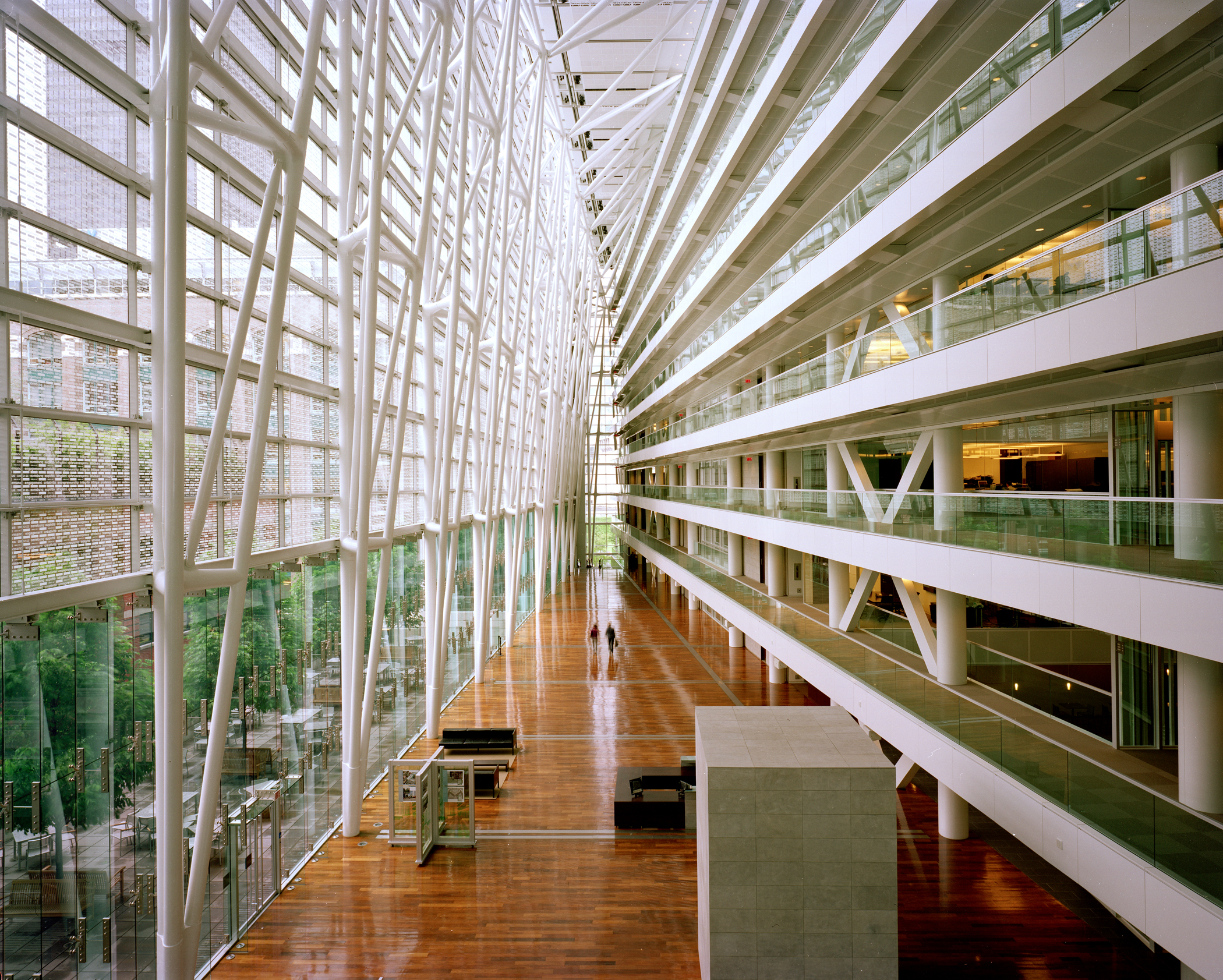
CDPQ 인프라 본사가 위치해있는 몬트리올 시내의 자크 파리조 청사 내부.

2016년 4월 노선 공개 당시 예상한 공사 비용은 55억 달러였다. 하지만 중간에 그리핀타운과 맥길, 에두아르 몽프티에 정류장이 각각 추가되면서 공사 예산은 2016년 11월에 59억 달러, 2017년 3월에는 60억 달러로 증가하였다. 경전철 노선은 이후 비교적 단순해졌지만, 2018년 2월에 경전철 예산은 63억 2천만 달러로 증가하였다.
CDPQ는 경전철 사업이 정부와 연금공사가 협력하여 짓는 사업인 만큼 전체 투자 자본을 연방 및 주 정부가 49% 소유한다면 연금공사 측에서 51% 소유하겠다고 밝혔다. 2017년 3월 28일, 퀘벡주는 경전철 사업 총 예산의 24.5%에 해당하는 12억 8300만 달러를 투입하였다. 연방 정부 또한 2017년 6월에 설립된 공기업인 캐나다 인프라은행을 통해 12억 8300만 달러를 투입할 계획을 밝혔다.
CDPQ는 승인된 경전철 사업의 실행과 운영을 자회사인 CDPQ 인프라에 맡기고, 이 자회사는 운영권을 SNC 라발랑과 알스톰에 하청한다. 또다른 자회사인 인프라몬트리올 (InfraMtl)은 몬트리올 상트랄역은 물론 몽루아얄 터널은 물론 역으로 이어지는 남쪽 고가 선로의 운영을 맡게 된다. REM 건설로 임시직 34,000개, 정규직 1,000개 등의 일자리를 창출하고 경전철 연선을 따라 최대 50억 달러 규모의 부동산 개발이 발빠르게 이루어질 것으로 보인다.
경전철 사업에 참여하는 다양한 업체의 투자금은 자본 지분 형태로 이루어졌다. CDPQ 인프라가 대부분의 위험을 부담하며 투자금이 연간 8% 수익을 창출할 때까지 영업 이익이 전액 환급된다. 수익률이 더 높으면 소액 주주 (정부)가 최대 3.7%의 배당금 배당을 위한 대주주가 된다. 이후 이 비율에 도달하면 추가 배당금이 최종적으로 각 투자자의 지분에 따라 배분된다. 이러한 수익률을 달성하기 위해 ARTM은 CDPQ 인프라에 20년 동안 106억 달러를 지불할 예정이며, 이는 정부 보조금 73억과 승객들이 지불하는 요금 33억 달러에서 충당하게 된다. 물가가 연동된 이 비용은 인킬로당 0.72달러로, 현재 평균 노선 비용인 인킬로당 0.66달러보다 더 높고, 일정 수치가 지나면 승객 수가 늘어날 수록 부담 비용이 줄어든다.
또한 CDPQ 인프라의 자회사이자 경전철 운행사인 프로제코는 두몽타뉴와 몬트리올 시내 사이 30km 이동 비용을 ARTM에 21달러 60센트 (72센트 × 30km)씩 부과하고 이용 승객이 예상보다 15% 넘으면 17달러 40센트 (58센트 × 30km)씩 부과하게 된다. REM 사업의 계약 적자는 2027년에 들어서서 매년 3억 1천만 달러에서 4억 1400만 달러 사이로 예상된다. 이 중에서 3억 2600만 달러는 퀘벡주가 부담하고 8800만 달러는 지자체가 부담한다. 이 계약은 2018년 3월 22년에 체결되어 99년 동안 유효하며 이후에 99년마다 자동 갱신된다.

### 비판
퀘벡주의 환경영향평가와 관련 공청회를 맡는 환경공청국 (Bureau d'audiences publiques sur l'environnement, BAPE)은 2017년 1월 20일에 경전철 사업의 일부를 비판하는 보고서를 발행하였다. 공청국은 CDPQ가 제공한 재무계획 관련 정보가 부실하고 이 경전철 노선이 개통하면서 기존 대중교통 수단의 승차량에 어떤 영향을 미치는지에 대한 정보가 부족하다고 지적하였다. 공청국은 CDPQ 인프라가 경전철 지선 세 개의 예상 승차량 정보를 제공해주지 않은 점에 대해 투명성의 의무를 준수하지 않았다고 밝혔다. 이에 따라 공청국은 이 사업을 승인하기에는 너무 이르다고 결론 내렸다.
광역급행철도가 개통하면 기존에 있던 통근열차 노선인 보드뢰이유-허드슨선이나 칸디악선 등지의 수요가 겹치는 관계로 노선 운행이 중단될 가능성이 있다. 또한 몽루아얄 터널을 REM이 독점으로 이용하면서 VIA 철도의 몬트리올에서 트루아리비에르를 따라 퀘벡까지 이어지는 여객철도 운행 계획에 차질을 빚을 것으로 보인다.
CDPQ는 REM 건설이 필요한 이유 중 하나로 대중교통 이용으로 이산화탄소 배출량을 줄일 것이라고 밝혔다. 하지만 환경단체 측에서는 경전철 사업이 온실가스 배출에 미치는 영향 등을 감안해서 새로운 기후영향 평가를 거쳐야 한다고 주장하였다.

### 공사 진행
2017년 가을에 착공할 예정이었던 광역급행철도는 2018년 4월 12일 착공식에서 첫 삽을 들었다. 착공 당시 노선은 2021년에서 2023년 사이에 순차적으로 개통할 예정이었다. 하지만 공사가 계속 지연되면서 첫 구간인 브로사르와 몬트리올 상트랄역 구간 개통이 2023년 7월 31일로 미루어졌다. 몬트리올 중앙역에서 북부 본선과 앙스아롬므 지선과 두몽타뉴 지선은 2024년 말에 개통을 앞두고 있으며, 공항 지선과 남부 본선의 그리핀타운-베르나르 랑드리역은 2027년 개통을 목표로 하고 있다.
REM 공사는 세인트로렌스강 남쪽에서 10번 고속도로 중앙을 따라 선로를 놓는 작업부터 시작한다. 이후 노선 남부 구간은 이후 상트랄역까지 고가교 두 개, 다리 세 개, 정거장 다섯 개를 짓게 된다. 노선 서부 구간 공사는 2018년 가을에 40번 고속도로 위를 지나는 철교를 철거하면서 시작된다. 이후 터널 보링기로 공항까지 터널을 시추하고 교량 기중기 두 대를 이용해 앙스아롬므 자연공원까지 고가교를 짓는다. 상트랄역과 뒤 뤼소역 사이 기존 선로 구간은 시설을 개량하고 새로운 역을 건설하는 작업이 2018년 6월부터 시작되었으며, 이에 따라 두몽타뉴선은 공사 중에 단선으로만 운행하였고, 이후 2020년 1월부터는 이 구간의 통근열차 운행이 중단되었다. 두몽타뉴선 나머지 구간은 건널목을 입체화하기 전에 비그라섬을 잇는 철도 교량을 재건축하는 공사를 2019년에 시작하였다.
공사 초반에 이루어졌던 선로 개량 외에도 공항 밑으로 이어지는 터널과 에두아르 몽프티와 맥길역에 지어질 지하역 또한 시내 한복판에 지하 70m 지점에서 지어지는 점이 이 공사의 주요 난제이기도 하다. 공항으로 이어지는 터널은 2020년에 굴착을 시작했고 2022년 7월에 굴착이 완료되었다.

### 개통
몬트리올 광역급행철도 개통식은 2023년 7월 28일 오전 9시부터 정오까지 개최하였다. 개통식에는 캐나다 총리 쥐스탱 트뤼도, 퀘벡 주지사 프랑수아 르고, 몬트리올 시장 발레리 플랑트, 캐나다 교통부 장관 파블로 로드리게즈, 퀘벡 부지사 및 교통부 장관 쥬느베이브 길보, CDPQ 대표인 샤를 에몽, 광역급행철도 사업을 2015년과 16년 사이에 CDPQ에 발주한 당시 퀘벡 주지사인 필립 쿠이야르 등이 참석하였다.
쥐스탱 트뤼도 캐나다 총리는 개통식에서 광역급행철도가 환경 뿐만 아니라 경제 성장, 주택 개발에도 도움이 되는 사업이라고 연설하였다. 프랑수아 르고 퀘벡 주지사는 광역급행철도 개통은 퀘벡인들이 주요 사업을 성공적으로 이끌어나갈 수 있음을 보여주는 대목이라며 앞으로도 더 많은 사업이 열매를 맺을 것이라고 연설하였다. 발레리 플랑트 몬트리올 시장은 광역급행철도가 몬트리올 광역권의 교통 흐름을 바꿀 중요한 사업이라며 앞으로 많은 승객들이 이 노선을 이용할 것이라고 긍정적으로 전망하였다.
같은 날 오후 1시, 2023년 7월에 열린 추첨에서 당첨된 승객들이 광역급행철도 1단계 개통 구간인 몬트리올 상트랄역에서 브로사르역까지 우선 시승하였다.
2023년 7월 29일부터 30일까지는 무료 시승 행사가 열렸고, 7월 31일에는 본격적으로 개통한다. 무료 시승 첫날이였던 2023년 7월 29일, 광역급행철도 다섯 개 역에 세 시간 만에 2만 명의 인파가 몰리면서 무료 시승 행사를 안전상의 이유로 사전에 종료하였다. REM 대변인에 따르면 경전철 수용 인원이 하루 3만 명 대응으로 지어졌는데 세 시간 만에 2만 명의 인파가 몰렸다고 밝혔다.

### 개통 이후
2023년 9월, 지역 일간지인 《24 Heures》 에 따르면 개통 이후 운행 시간 880시간 중에서 운행이 중단된 건 8시간에 불과했으며, 99%의 정시성을 보였다고 밝혔다. 개통 이후 승객이 가장 많았던 날은 2023년 9월 7일로, 당시 하루에 35,000명이 이용했으며, 개통 이후 하루 평균 이용 승객은 30,000명 수준이었다. REM 관계자는 에스컬레이터, 엘리베이터와 불가피하게 경전철의 운행이 중단될 경우를 대비한 알림 체계를 개선하고 있다고 밝혔다.
2025년 2월 13일과 16일, 몬트리올 지역에 폭설로 총 72.4cm의 눈이 쏟아졌고, REM 측에서는 선로변경장치에 결함이 발견되었고 이에 따라 잦은 지연이 발생하였다. CDPQ 인프라는 알스톰이 선로변경장치에 44cm의 눈이 오더라도 작동을 한다고 말했지만 눈이 몇 센티미터 오고 거기에 얼음이 끼면 선로변경장치가 얼어버려 작동이 되지 않는다고 밝혔다.
2월 17일부터 23일까지 운행이 여러 차례 중단되면서, 운영사 측은 REM을 평일 출퇴근 시간대에만 운행하고, 이와 동시에 셔틀버스가 운행하게 되었다. 셔틀버스와 경전철 둘 다 문제가 해결될 때까지 평일에는 무료로 운행하고 있다.

## 노선
광역급행철도는 두몽타뉴로 이어지는 기존선과 몬트리올 상트랄역에서 사뮈엘 드 샹플랭교를 따라 브로사르까지, 부아프랑역을 거쳐 생탄드벨뷔와 도르발의 몬트리올 트뤼도 공항을 잇는 노선을 신설하는 것으로 이루어졌다.
이에 따라 12개역이 신설되고 길이 37km의 전용 선로가 몬트리올 지역에 지어진다. 신설 구간 전체의 13%는 지하 구간이고 42%는 고가, 45%는 지상 구간으로, 철로 도상의 유무와 관계 없이 콘크리트 침목으로 놓인다.
모든 역에는 엘리베이터, 에스컬레이터와 자전거 거치대가 설치되어 접근성을 보장하고 이중 13개역은 환승 주차장이 설치되고 9개역은 버스 터미널도 같이 세워진다. 역과 차량 내부에는 와이파이가 설치된다.
광역급행철도 26개역 중에서 2020년 2월 25곳의 역명이 확정되었으며, 기존에 존재했던 역의 이름은 그대로 존치하고 신설역은 해당 지역의 이름을 반영하여 지어졌다. 2020년 6월 22일, 이름이 정해지지 않았던 그리핀타운의 경전철역 이름은 동네 이름과 더불어 2001년부터 2003년까지 퀘벡 주지사를 역임했던 퀘벡당의 베르다르 랑드리의 이름을 따서 그리핀타운-베르나르 랑드리역으로 확정되었다.

### 몬트리올 상트랄역

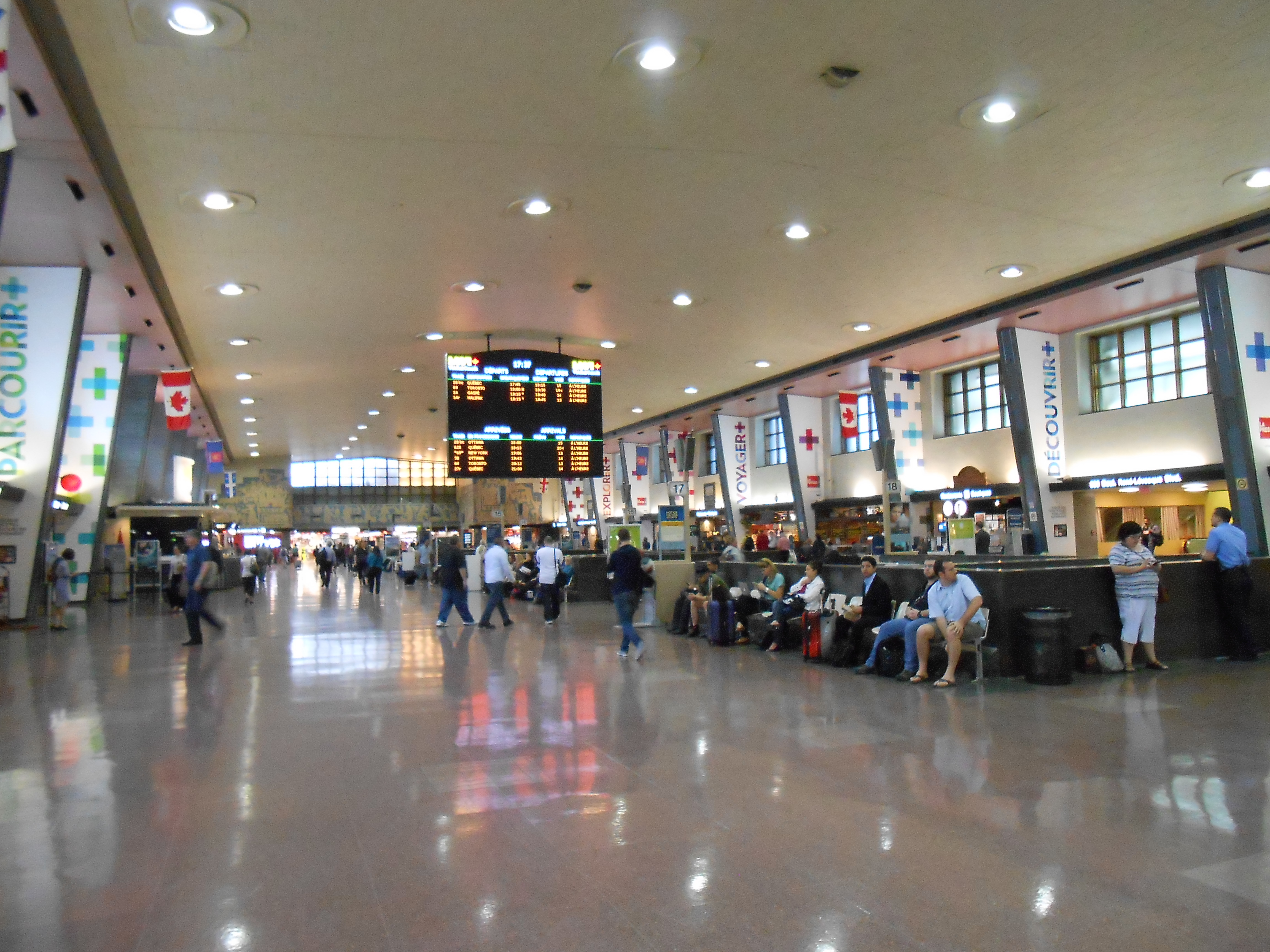
몬트리올 상트랄역의 대합실.

이 경전철 노선의 중심이 되는 역은 몬트리올 시내에 있는 상트랄역으로 네 행선지의 열차가 모두 정차하며 광역 몬트리올 지역의 모든 철도 교통수단으로 갈아탈 수 있는 역이기도 하다. 지금 존재하는 23개 중 남쪽에 있는 9개 선로가 광역급행철도로 쓰이게 되며 4번부터 8번 선로는 주박 선로, 9번에서 12번까지는 승강장으로 쓰인다. 역 내부는 역사가 깊고 문화재로 보존 가치가 높기 때문에 대합실에서 승강장까지 부수적인 공사만 이루어진다.
상트랄역에서 VIA 철도와 암트랙과 같은 중장거리 여객 철도는 물론 엑소가 운영하는 통근열차 노선인 몽생틸레르선으로 갈아탈 수 있고, 또한 지하 통로로 이어져있는 인접한 루시앙 랄리에역에서 생제롬선, 보드뢰이유-허드슨선과 칸디악선으로 갈아탈 수 있다. 이 역에서 역시 지하 통로로 이어져 있는 상트르빌 터미널에서 롱괴유 시내버스와 엑소 및 생장쉬리슐리외 광역버스로 갈아탈 수 있다. 또한 상트랄역과 지하 통로로 이어진 보나방튀르역에서 몬트리올 지하철 오렌지 선으로 갈아탈 수 있다. 지하철과 경전철역 간의 환승 동선을 개선하기 위해 두 역에서 플라스 보나방튀르 건물로 이어지는 에스컬레이터 두 대와 엘리베이터 한 대가 신설된다.

### 남부 구간(A1)
경전철 1단계 구간은 세인트로렌스강 남쪽에 길이 6km의 선로가 10번 고속도로를 따라 기존에 버스전용차로로 쓰였던 차로를 따라 브로사르의 주요 쇼핑몰인 카르티에 DIX30로부터 몬트리올 시내 방향으로 이어진다. 브로사르에는 정차역이 브로사르, 뒤 카르티에, 파나마역 등 세 역이 위치해있다. 브로사르와 파나마역에는 버스 터미널과 환승 주차장이 있다.
세인트로렌스강을 건너기 위해 REM은 사뮈엘 드 샹플랭교 중앙에 경전철 전용 선로가 지나가며 쇠르섬(프랑스어: Île-des-Soeurs, 영어: Nuns' Island)에는 섬 이름과 같은 정차역인 일데쇠르역이 위치해있다.
이후 선로는 사뮈엘 드 샹플랭교를 따라 마크 캉탱가로 이어진 다음, CN 선로와 라신 운하를 건넌 뒤 남쪽 고가교를 따라 몬트리올 상트랄역으로 진입한다. 고가 구간이 그리핀타운 지역을 지나면서 달루지가에 그리핀타운-베르나르 랑드리역이 지어진다. 몬트리올시는 2019년 10월에 이와 동시에 푸앵트생샤를 지역과 나중에 지어질 야구 경기장을 위해 역 두 곳을 신설해줄 것을 몬트리올 공청위원회에 요청하였다.
이 구간은 2023년 7월 31일에 개통하였다.
| 역명                                                                  | 역명          | 개통일          | 관련 지명                           | 역명 유래                                                                            | 지자체            |
| --------------------------------------------------------------------- | ------------- | --------------- | ----------------------------------- | ------------------------------------------------------------------------------------ | ----------------- |
| 상트랄역 오렌지선 (보나방튀르역) 몬트리올의 통근 열차 VIA 철도 암트랙 | Gare centrale | 2023년 7월 31일 | 몬트리올 상트랄역                   | 몬트리올의 주 기차역 이름을 따서 지어짐                                              | 몬트리올 (빌마리) |
| 일데쇠르                                                              | Île-des-Sœurs | 2023년 7월 31일 | 일데쇠르                            | 섬 이름을 따서 지어짐                                                                | 몬트리올 (베르됭) |
| 파나마                                                                | Panama        | 2023년 7월 31일 | 아브뉘 파나마(avenue Panama)        | 인근 도로 이름을 따서 지어짐                                                         | 브로사르          |
| 뒤 카르티에                                                           | Du Quartier   | 2023년 7월 31일 | 카르티에 디스트랑트(Quartier DIX30) | 근처에 있는 도로 이름인 불바르 뒤 카르티에(Boulevard du Quartier) 이름을 따서 지어짐 | 브로사르          |
| 브로사르                                                              | Brossard      | 2023년 7월 31일 | 브로사르                            | 역이 위치한 지자체의 이름을 따서 지어짐                                              | 브로사르          |

### 북부 구간
상트랄역 북쪽으로는 광역급행철도가 길이 30km, 폭 30m인 두몽타뉴선을 따라가는데, 이 노선은 몬트리올 지역은 물론 캐나다에서 유일하게 전 구간이 전철화된 통근열차 노선이다. 두몽타뉴선을 따라 상트랄역에서 부아프랑역까지 이어지고 이후 세 개의 지선으로 갈린다.
2단계 개통 구간으로 계획된 맥길과 에두아르 몽프티역은 몬트리올 지하철의 녹색 선과 파란색 선으로의 환승을 위해 기존 계획에 새로 추가되었다. 맥길 경전철역은 아브뉘 맥길 칼리지 바로 밑에 지어지며, 에두아르 몽프티 경전철역 승강장은 지하 70m에 지어지며 기존 지하철역과는 고속 엘리베이터를 통해 연결될 예정이다.
마스쿠시선 통근열차와 연결되는 코트드리에스역은 몽펠리에와 몽루아얄역 사이에 신설된다. 이 역은 또한 REM 전동차를 위한 주박선이 포함되어있으며, 승강장 양쪽으로 북쪽 방면 경전철과 마스쿠시 방면 통근열차가 정차해 금정역 같이 빠른 환승이 가능한 구조이다.
| 역명                                                                  | 역명                | 개통일          | 관련 지명                                            | 역명 유래 | 지자체                                   |
| --------------------------------------------------------------------- | ------------------- | --------------- | ---------------------------------------------------- | --- | ---------------------------------------- |
| 상트랄역 오렌지선 (보나방튀르역) 몬트리올의 통근 열차 VIA 철도 암트랙 | Gare centrale       | 2023년 7월 31일 | 몬트리올 상트랄역                                    | 몬트리올의 주 기차역 이름을 따서 지어짐                                                                                                   | 몬트리올 (빌마리)                        |
| 맥길 녹색선                                                           | McGill              | 공사 중         | 맥길 대학교                                          | 제임스 맥길, 스코틀랜드계 캐나다인 사업가                                                                                                 | 몬트리올 (빌마리)                        |
| 에두아르 몽프티 파란색선                                              | Édouard-Montpetit   | 공사 중         | 불바르 에두아르 몽프티(Boulevard Édouard-Montpetit)  | 에두아르 몽프티, 몬트리올 대학교 전 교수                                                                                                  | 몬트리올 (코트데네이주-노트르담드그라스) |
| 카노라                                                                | Canora              | 공사 중         | 슈망 카노라(Chemin Canora)                           | 캐나디안 노던 철도(CAnadian NOrthern RAilway)의 줄임말                                                                                    | 몽루아얄                                 |
| 빌 드 몽루아얄                                                        | Ville-de-Mont-Royal | 공사 중         | 퀘벡주 몽루아얄                                      | 몽루아얄, 몬트리올의 주요 산 이름을 따서 지어짐                                                                                           | 몽루아얄                                 |
| 코트드리에스 마스쿠시선                                               | Côte-de-Liesse      | 공사 중         | 슈망 드 라 코트드리에스(Chemin de la Côte-de-Liesse) | 프랑스의 노트르담드리에스 성당의 이름을 따서 지어짐                                                                                       | 몬트리올 (생로랑)                        |
| 몽플리에                                                              | Montpellier         | 공사 중         | 불바르 몽플리에(Boulevard Montpellier)               | 장바티스트 "몽플리에" 보리외, 19세기 생로랑 지주                                                                                          | 몬트리올 (생로랑)                        |
| 뒤 뤼소                                                               | Du Ruisseau         | 공사 중         | 불바르 뒤 뤼소(Boulevard du Ruisseau)                | '뤼소'(ruisseau)는 프랑스어로 '하천'이라는 뜻이며, 인근에 흐르는 노트르담데네이주천(Ruisseau Notre-Dame-des-Neiges)의 이름을 따서 지어짐. | 몬트리올 (생로랑)                        |
| 부아프랑                                                              | Bois-Franc          | 공사 중         | 부아프랑 지역                                        | '부아프랑'(bois franc)은 캐나다 프랑스어로 '견목'이라는 뜻이며, 재질이 딱딱한 나무를 일컫는다.                                            | 몬트리올 (생로랑)                        |

#### 두몽타뉴 지선(A4)

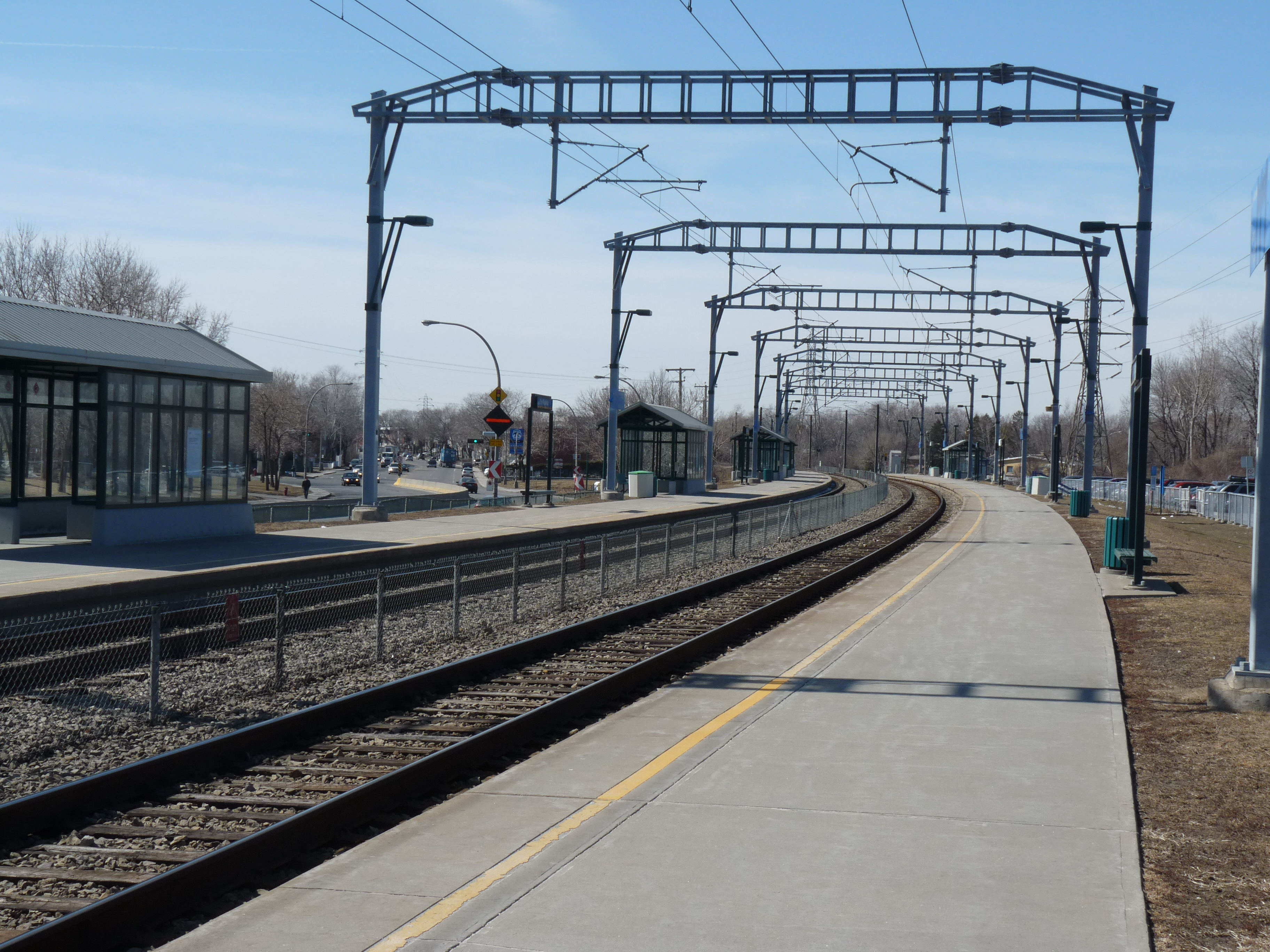
2009년에 찍은 뒤 뤼소역 모습.

상트랄역에서 두몽타뉴역까지 몽루아얄 터널을 따라 이어지는 두몽타뉴 지선은 자동운행 전동차를 수용하기 위해 개량될 예정이며 부아프랑역에서 두몽타뉴까지 18km 구간은 복선화가 이루어지고 철길 건널목 15개는 입체화한다. 기존에 존재했던 통근열차 역은 그대로 두되 스크린도어와 고상 승강장이 설치되며 승강장 길이는 기존 270m에서 80m로 줄어든다. 철로 도상은 예산 절감을 위해 그대로 자갈을 유지한다.
| 역명              | 역명                | 개통일  | 관련 지명                                | 역명 유래                                                                    | 지자체                       |
| ----------------- | ------------------- | ------- | ---------------------------------------- | ---------------------------------------------------------------------------- | ---------------------------- |
| 서니브루크        | Sunnybrooke         | 공사 중 | 불바르 서니브루크(Boulevard Sunnybrooke) | 동네 이름을 따서 지어짐                                                      | 돌라르데조르모               |
| 피에르퐁-록스보로 | Pierrefonds-Roxboro | 공사 중 | 피에르퐁-록스보로 지역구                 | 피에르퐁 고성(Château de Pierrefonds), 록스(rock 또는 roche) + 보로(borough) | 몬트리올 (피에르퐁-록스보로) |
| 일비그라          | Île-Bigras          | 공사 중 | 비그라섬 (Île Bigras)                    | 에밀리앙 비그라, 1890년에 섬 부지를 매입한 지주                              | 라발                         |
| 생트도로테        | Sainte-Dorothée     | 공사 중 | 라발의 생트도로테 지역                   | 성녀 도로테아의 프랑스어 표기                                                | 라발                         |
| 그랑물랭          | Grand-Moulin        | 공사 중 | 슈망 뒤 그랑물랭(Chemin du Grand-Moulin) | 그랑물랭, 뒤몽 영주가 지배할 당시 이 지역에 있었던 두 방앗간 중 하나         | 두몽타뉴                     |
| 두몽타뉴          | Deux-Montagnes      | 공사 중 | 퀘벡주 두몽타뉴시                        | 근처에 있는 두 산인 오카산과 리고산                                          | 두몽타뉴                     |

#### 앙스아롬므 지선(A3)
두몽타뉴선 부아프랑역을 지나 몬트리올섬 서부의 앙스아롬므 자연공원까지 이어지는 지선이 분기하는데, 이 지선은 중간에 데 수르스, 페어뷰-푸앵트클레르, 커클랜드역에 정차한다. 길이 16km의 이 지선은 40번 고속도로를 따라 고상으로 지어지고 40번 고속도로에서 푸앵트클레르의 하이머스까지 기존선인 도니지선 (Doney Spur)을 따라간다. 이 산업용 철도 노선을 이용하는 방안은 1989년부터 녹색연대가 제안하였다. 불바르 생장에 다다라서 교량은 40번 고속도로를 건너 불바르 모건 동쪽까지 고속도로 북쪽을 따라 이어진다.
| 역명                | 역명                   | 개통일  | 관련 지명                                            | 역명 유래 | 지자체       |
| ------------------- | ---------------------- | ------- | ---------------------------------------------------- | --- | ------------ |
| 데 수르스           | Des Sources            | 공사 중 | 불바르 데 수르스(Boulevard des Sources)              | 두 강 사이에 좁은 땅을 지나는 통로를 뜻함                                                                                        | 푸앵트클레르 |
| 페어뷰 푸앵트클레르 | Fairview-Pointe-Claire | 공사 중 | 페어뷰 푸앵트클레르(아브뉘 페어뷰 (Avenue Fairview)) | 페어뷰 푸앵트클레르 쇼핑몰 | 푸앵트클레르 |
| 커클랜드            | Kirkland               | 공사 중 | 커클랜드                                             | 샤를애메 커클랜드(Charles-Aimé Kirkland), 1939년부터 1961년까지 자크 카르티에 주 선거구 의원으로 지낸 퀘벡 자유당 주 의원        | 커클랜드     |
| 앙스아로름          | Anse-à-l'Orme          | 공사 중 | 슈망 드 랑스아로름(Chemin de l'Anse-à-l'Orme)        | 1698년에 이 만 지역 부지를 매입한 줄리앙 '로름' 위베르의 이름을 따서 지어졌으며, 앙스(anse)는 프랑스어로 '작은 만'이라는 뜻이다. | 생트안드벨뷔 |

#### 공항 지선

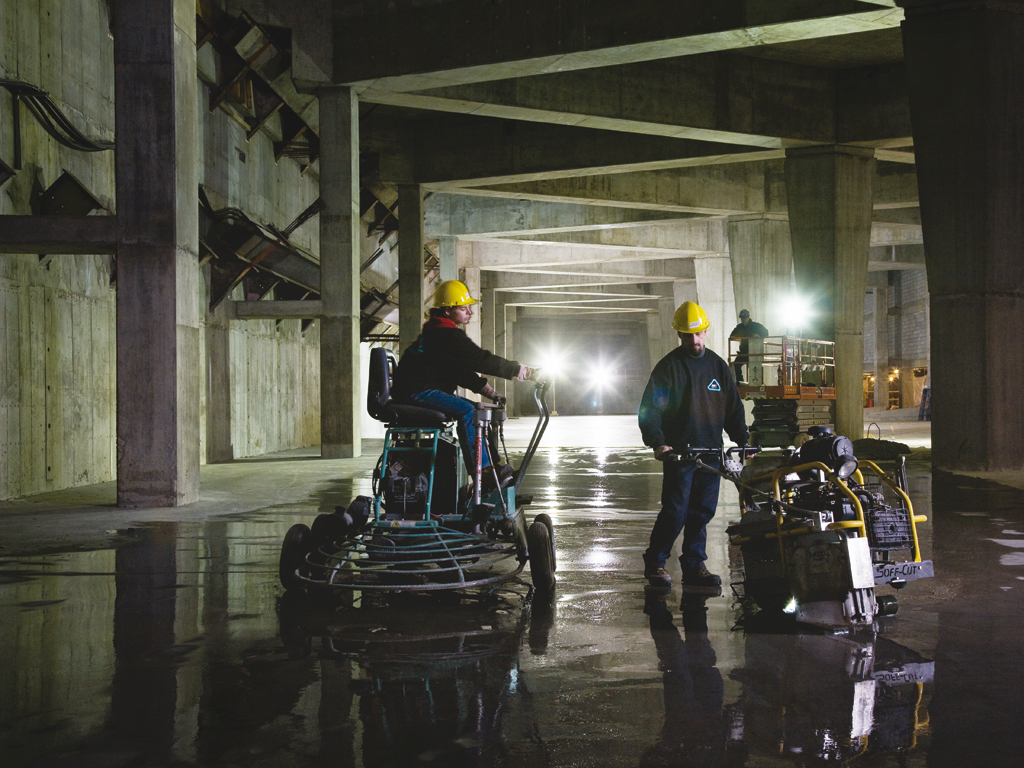
2009년부터 공항철도역을 위한 여분의 공간으로 마련해둔 메리어트 호텔 지하는 기술적인 이유로 철도역이 들어서지 못하였다. 이곳은 대신 호텔 주차장으로 쓰고 있다.

앙스아롬므 지선에서 몬트리올 트뤼도 국제공항을 잇기 위해 길이 4.6km의 또다른 지선이 분기하는데, 이 지선은 중간에 테크노파크의 마리 퀴리역에 정차한다. 2009년에 공항 C 연결통로가 확장하면서 메리어트 호텔 지하에 역을 지을 공간이 마련되었지만, 이는 북쪽에서 이어지려면 관제탑 바로 밑을 굴착해야 하는 위험이 있기 때문에 사용되지 않고 지금은 호텔 주차장으로 사용되고 있다. 공항역은 대신 공항 주차장 밑 지하 35m에 지어진다. 경전철을 공항까지 연결하기 위한 세 가지 방안 중에 공사비가 가장 덜 들어가는 방안으로 결정하였다. 불바르 알프레드 노벨을 따라 이어지는 단선 교량에서 전동차는 길이 3.5km의 터널로 늪지대인 에코캠퍼스 휴버트 리브스와 공항 활주로 06L-24R과 10-28을 지난다.
| 역명                                                                  | 역명                          | 개통일  | 관련 지명                                                   | 역명 유래                              | 지자체 |
| --------------------------------------------------------------------- | ----------------------------- | ------- | ----------------------------------------------------------- | -------------------------------------- | ------ |
| 마리 퀴리                                                             | Marie-Curie                   | 공사 중 | 아브뉘 마리 퀴리(Avenue Marie-Curie)                        | 마리 퀴리, 폴란드 태생 프랑스의 화학자 | 도르발 |
| YUL-아에로포르 몽레알 트뤼도 몬트리올 피에르 엘리오트 트뤼도 국제공항 | YUL-Aéroport-Montréal-Trudeau | 공사 중 | 몬트리올 피에르 엘리오트 트뤼도 국제공항과 공항의 IATA 코드 | 피에르 트뤼도, 캐나다 전 총리          | 도르발 |

## 운행
광역급행철도는 매일 하루 20시간씩 운행하며, 배차 간격은 본선 기준 평일 출퇴근 시간대에 2분 30초 간격, 평시에는 5분 간격으로 운행하며, 두몽타뉴 지선은 출퇴근 시간대에 5분 간격, 평시에는 15분 간격, 생탄드벨뷔와 공항지선은 출퇴근 시간대에 10분 간격, 평시에는 15분 간격으로 운행한다. 두몽타뉴선은 하루에 통근열차 49대가 운행했던 반면 경전철이 개통하면 하루 150대로 운행 횟수가 세 배가량 증가한다.
두몽타뉴, 앙스아롬므 및 공항에서 출발하는 모든 열차는 브로사르역에 종착하며, 반대로 브로사르역에서 출발하는 모든 열차는 두몽타뉴, 앙스아롬므 또는 공항에 종착한다. 열차의 행선지는 출발 직전에 승강장 전광판을 통해 확인할 수 있다.
| 노선 | 종점               | 종점 | 종점                         | 노선 길이 (km) | 정류장 수 | 운행 시간 | 배차 간격     | 배차 간격 |
| 노선 | 종점               | 종점 | 종점                         | 노선 길이 (km) | 정류장 수 | 운행 시간 | 출퇴근 시간대 | 평시      |
| --- | ------------------ | ---- | ---------------------------- | -------------- | --------- | --------- | ------------- | --------- |
| 북부 | 몬트리올 상트랄역1 | ↔    | 앙스아롬므                   | 312            | 142       | 33-35분   | 10분3         | 15분3     |
| 북부 | 몬트리올 상트랄역1 | ↔    | 두몽타뉴                     | 302            | 152       | 32–34분   | 5분3          | 15분3     |
| 북부 | 몬트리올 상트랄역1 | ↔    | YUL-아에로포르 몽레알 트뤼도 | 222            | 122       | 24-26분   | 10분3         | 15분3     |
| 남부 | 브로사르           | ↔    | 몬트리올 상트랄역1           | 15             | 6         | 15-17분   | 2분 30초      | 5분       |
| 1 몬트리올 상트랄역은 종착역이 아니지만 많은 승객들이 이용하게 될 주요 역이다. 2 부아프랑역에서 세 지선으로 갈라지기 전까지 상트랄역에서 부아프랑역까지 7개역 12km 구간에 모든 열차가 정차한다. 3 세 계통이 모두 운행하는 본선은 출퇴근 시간대에 2분 30초, 평시에는 5분 간격으로 운행한다. |                    |      |                              |                |           |           |               |           |

### 신호
신호 체계는 알스톰의 무선통신 기반의 철도신호 체계 (CBTC)인 어발리스 400 (Urbalis 400)을 이용하며, 중앙 컴퓨터에서 무선통신으로 열차의 위치를 확인하고 자동운전을 조종한다. 노선 정보는 알스톰의 제어 프로그램인 아이코니스 (Iconis)를 통해 수집하고 관리하며, 이는 몬트리올 지하철이 2012년부터 쓰고 있는 체계와 같은 종류이다.

### 예상 승차량
CDPQ 인프라는 개통 직후에 하루 평균 14만 1천여 명이, 연간 3700만 명의 승객이 이용할 것으로 내다봤으며, 2031년에는 연간 4500만 명의 승객이 이용할 것으로 예상하였다.
| 노선 | 2022    | 2022        | 2031    | 2031        | 2041    | 2041        |
| 노선 | 일일    | 연간 (백만) | 일일    | 연간 (백만) | 일일    | 연간 (백만) |
| ---- | ------- | ----------- | ------- | ----------- | ------- | ----------- |
| 남부 | 74,300  | 18.57       | 84,400  | 21.1        | 93,300  | 23.3        |
| 북부 | 66,700  | 18.22       | 87,300  | 23.85       | 93,300  | 25.5        |
| 합계 | 141,000 | 36.79       | 171,700 | 44.95       | 188,600 | 48.83       |

## 차량

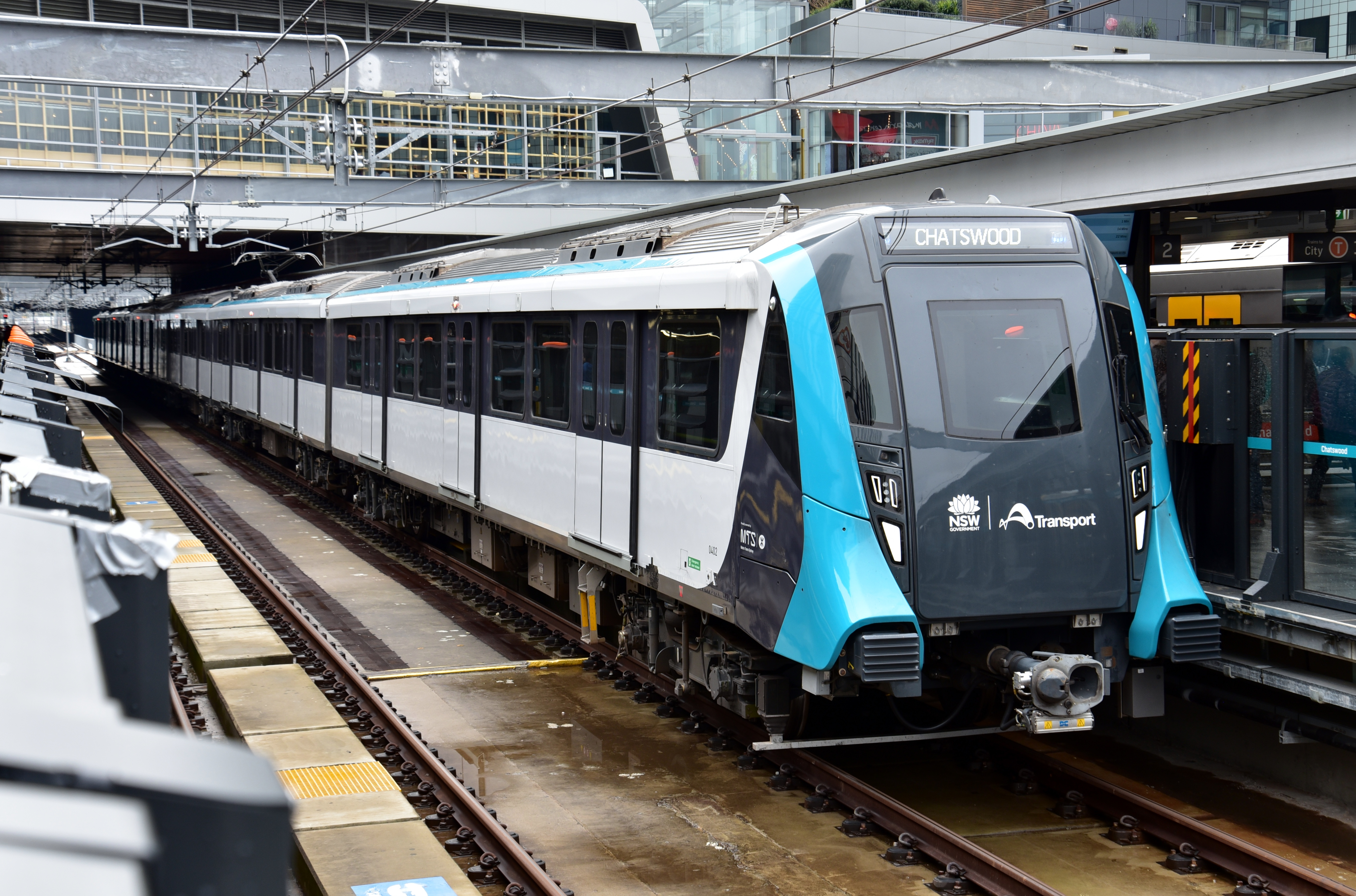
시드니 지하철에서 쓰이는 무인운전 전동차인 알스톰 메트로폴리스.

REM은 무인궤도교통 4단계에 해당하는 무인운전 전동차인 알스톰의 메트로폴리스가 투입된다. 차량 전력은 직류 1,500볼트이고 팬터그래프를 집전장치로 사용한다. 이 높은 전압은 길이 3km의 샹플랭교를 전용 차선의 중간 변전소에 의지하지 않고 건너는 데 꼭 필요하다. 또한 몬트리올의 날씨 특성상 궤도를 따라 전력을 공급하는 제3궤조 대신 가공 전차선을 이용하게 되었다. 전동차는 2량으로 운행하며, 필요에 따라 4량으로 운행할 수도 있다. 전동차의 승객 정원은 150명 (1m²당 4명)이고 좌석은 총 30개가 있다.
알스톰과 SNC 라발랑으로 이루어진 컨소시엄인 몬트리올 시민들의 이동성을 위한 협력단체 (PMM)는 CDPQ 인프라의 전동차, 자동운전체계, 운전, 유지·보수 제공 부문 수주에 최종 선정되었으며 이 중 경전철 전동차는 알스톰이 수주한다. 알스톰은 바르셀로나, 리마, 암스테르담, 바르샤바 등지에서 쓰고 있는 메트로폴리스 차량 212대를 수주할 예정이다. 경전철 차량은 인도 안드라프라데시주의 스리시티에서 생산 중이다. 2020년 11월, 알스톰은 처음 생산한 전동차 두 대를 대중에 공개하였다.
REM 전동차는 두몽타뉴선 종점에 있는 생퇴스타슈 차량기지에서 정비가 이루어지며 두 번째 차량기지는 브로사르역 근처에 지어질 예정이다.

## 동부광역급행철도
2020년 12월 15일에 시공사인 CDPQ 인프라, 퀘벡주와 몬트리올시 정부는 "동부광역급행철도" (REM de l'Est)라는 별명이 붙은 광역급행철도 2단계 사업을 발표하였다. 100억 달러 규모의 이 사업은 2023년에 착공해 2029년 완공을 목표로 하고 있다.
이 연장 구간은 2개 지선 23개역으로 구성되어있으며 르네 레베크가의 상트랄역에서 출발해 몬트리올 동쪽으로 노트르담가를 따라 딕슨가까지 이어지며 이후 술리니가를 따라간다.
동부 지선은 이후 술리니가를 따라 25번 고속도로까지 이어진 다음 셰르브루크가를 따라 종착역인 마스쿠시선 푸앵토트랑블역까지 이어진다.
북부 지선은 라송시옹과 라코르데르를 따라 세젭 마리 빅토랭까지 이어진다.

## 추가 설명
1. 1 2  2016년 4월 사업 계획 발표 당시 CDPQ는 이 사업을 광역전기철도 (Réseau électrique métropolitain)라고 불렀다. 하지만 2018년 2월에 이 노선 이름은 로고 도입과 함께 광역급행철도 (Réseau express métropolitain)로 이름이 바뀌었다.
2. ↑  2017년 기준 28억 캐나다 달러 규모의 전동차, 운전, 유지·보수 제공 부문은 향후 30년 동안 전동차와 자동열차제어장치 제공은 물론 및 노선 운행은 물론 시설 유지·보수를 포함한다. 이 중에서 알스톰에 22억 달러 (전동차 212량에 들어가는 10억 달러 포함), SNC 라발랑에 6억 달러를 지급한다.
3. ↑  노선이 변경된 2018년 초 이전에는 필 분지 지하에 경전철역을 짓는 방안이 포함되어있었다. 하지만 이곳에 역을 지으려면 그리핀타운의 오타와가의 고가 선로에서 지하로 이어지는 길이 2.9km의 터널을 지어야 했다. 하지만 공업 단지가 들어섰던 이 지역의 토양을 정화하고 하수관거 두 개를 신설하는 공사가 필요했기 때문에 공사비가 불어나면서 이 계획은 철회되었다. 그리핀타운역은 고가역으로 지어지며, 13번 고속도로에 지어질 예정이였던 또다른 역은 예상 승차량이 저조하여 무산되었다.
4. ↑  정부 투자분은 REM 주식회사에서 투표권이 존재하지 않는 우선주이다.
5. ↑  정부 보조금은 2021년부터 2041년까지 퀘벡주에서 62억 달러, 해당 지자체에서 11억 달러로 이루어진다.
6. ↑  2017년 기준 몬트리올의 대중교통 운행 비용은 지하철이 인킬로당 0.48달러였고 통근열차가 인킬로당 0.89달러였다.
7. ↑  길이 105m의 교량 기중기 두 대는 각각 LG-1 안느와 LG-2 마리로 이름이 지어졌다. 이 기중기는 각각 생탄드벨뷔와 푸앵트클레르의 페어뷰 쇼핑몰 사이, 또한 푸앵트클레르와 테크노파크 사이의 고가교를 조립하는 데 동시에 사용된다.
8. ↑  기존선을 포함한 REM의 총 노선 길이는 67km로, 이 중 27%에 해당하는 18.2km는 고가 구간이고 13%에 해당하는 8.5km는 지하 구간이다.
9. ↑  사뮈엘 드 샹플랭교 신축 공사에 따라 임시로 지어진 쇠르섬 우회교는 수명이 10년 밖에 안 되는 관계로 REM 선로를 놓기에는 수명이 너무 짧아 샹플랭교를 따라 선로가 놓이게 되었다.

## 같이 보기
- 무인궤도교통
- 스카이트레인 (밴쿠버) - 몬트리올 광역급행철도와 비슷한 경전철 체계
- 경전철
- 몬트리올 지하철
- 몬트리올의 통근 열차